# Cleistopholis
Cleistopholis es un género de plantas fanerógamas con 3 especies aceptadas, de las 17 descritas, perteneciente a la familia de las anonáceas. Son nativas de África occidental.

## Taxonomía
El género fue descrito por Pierre ex Engl. in Engl. & Prantl y publicado en Die Natürlichen Pflanzenfamilien, Gesamtregister Nachtr. II–IV: 160. 1897.  La especie tipo es: Cleistopholis patens (Benth.) Engl. & Diels	

## Especies
- Cleistopholis glauca Pierre ex Engl. & Diels
- Cleistopholis patens (Benth.) Engl. & Diels
- Cleistopholis staudtii (Engl. & Diels) Engl. & Diels